# Тимофеев, Сергей Владимирович (альпинист)
Сергей Владимирович Тимофеев (18 июня 1957, Свердловск, РСФСР, СССР — 2 июня 2017, Екатеринбург, Россия) — советский, российский альпинист, мастер спорта СССР и мастер спорта России, двукратный чемпион СССР и трёхкратный чемпион России по альпинизму, обладатель титула «Снежный барс», старший тренер сборной Свердловской области по альпинизму.

## Биография
Родился 18 июня 1957 года в Свердловске, в семье где старший брат занимался водным туризмом. Отец умер, когда Сергею было 13 лет. После окончания школы Сергей устроился на работу, где в 1974 году пришёл в заводскую секцию альпинизма и скалолазания к тренеру Владимиру Поволоцкому. В 1976—1978 годах проходил срочную службу в Советской Армии. После армии вернулся обратно в секцию и продолжил занятия альпинизмом. Также занимался скалолазанием, был абсолютным чемпионом Свердловской области, чемпионом города по скалолазанию. Но когда попал в сборную России по альпинизму, перестал активно заниматься скалолазанием.
В 1985 году закончил вечернее отделение механико-машиностроительного факультета Уральский политехнический институт им. С. М. Кирова.
В 1986—1995 годах работал тренером по альпинизму в городском клубе альпинизма и скалолазания. Работал в объединённом ДФСО профсоюзов, ДСО «Труд». В 1988 году разработал программу и нормативные документы по ведению и обучению верхолазным работам, а в декабре 2000 года защитил авторские программы по подготовке верхолазов, применяющих альпинистскую технику, и руководящий документ по безопасному ведению таких работ в центре экспертиз профессиональных образовательных программ Российской государственной Академии труда и занятости Минтруда Российской Федерации.
В 1995—2017 годах — директор учебно-производственного центра РСП «Уралхимзащита», где организовал процесс подготовки маляров-верхолазов, использующих канатный метод верхолазных работ с применением альпинистской техники. Работал также в разных фирмах преподавателем и тренером промышленного альпинизма.
Являлся чемпионом Свердловской области по скалолазанию, обладателем звания «Снежный барс», обладателем двух золотых и серебряной медали чемпионатов СССР, трех золотых, трех серебряных и четырех бронзовых медалей чемпионатов России, участником пяти гималайских экспедиций, членом сборной команды России 2009 года, старшим тренером сборной Свердловской области.
В 2010—2013 гг. работал заместителем начальника поисково-спасательной службы Свердловской области.
У Сергея Владимировича в конце 2016 года обнаружили неоперабельный рак в четвёртой стадии, а 2 июня 2017 года он скончался в Екатеринбурге после проведения четырёх операций. Похоронен на Широкореченском кладбище.

## Семья
Сергей Владимирович был женат, имел двух дочерей, внука и 2 внучек..

## Список восхождений
Сергей Владимирович имел следующий список восхождений:
- 08. 1975 — а/л «Ала-Арча», первая вершина Адигине, 1б;
- 1988 — Асан (4230 м), по центру СЗ стены, первопрохождение. 1 место на чемпионате СССР;
- 1988 — п. 26 бакинских комиссаров (6834 м) по Ю стене. 2 место в чемпионате РСФСР;
- 1989 — золото на чемпионате РСФСР в зимнем классе без восхождения только за школу из-за погодных условий;
- 1989 — лето Чемпионат СССР 1 место за серию восхождений на Кавказе за двадцать дней максимум;
- 1990 — Чемпионат СССР в двойках с А.Лимаренко-4 место;
- 1990 — п. Ленина, п. Корженвской из лагеря в лагерь без ночёвки, п. Корженевской, п. Коммунизма;
- 1991 — п. Хан-тенгри, п. Победы;
- 1991 — в составе экспедиции на Чо-Ойю (8201 м), но на вершину не взошёл из-за травмы;
- 1993 — п. Хан- Тенгри. 2 место Россия;
- 1994 — Пти-Дрю (3733 м),6А, американская диретиссима,2 место, Россия;
- 1995 — 5 я башня Короны, 2 место, Россия;
- 1997 — Лхоцзе Главная (8511м);
- 1998 — Джомолунгма (8848 м), Лхоцзе Шар (8386 м);
- 2001 — тренером и капитаном команды на последний восьмитысячник планеты (Лхоцзе Средняя). 23 мая 2001 года — совершил первовосхождение, 1 место, Россия;
- 05.2002 — разведка маршрута на северную стену Джомолунгмы;
- 20.01. 2004 — зимнее восхождение на Ама-Даблам (Непал, 6856 м);
- 2006 — Команда Свердловской области в рамках чемпионата России взошла на п. Джигит (5170 м, Киргизия, Тянь-Шань);
- 2007 — Команда Министерства по физической культуре, спорту и туризму Свердловской области заняла 2 место в техническом классе чемпионата России по альпинизму за восхождение на пик Блока;
- 2008 — Команда Министерства по физической культуре, спорту и туризму Свердловской области заняла 3 место в техническом классе чемпионата России по альпинизму за восхождение на пик 4810, 6б.

## Награды
За свои достижения был неоднократно отмечен:
- 30.12.1988 — мастер спорта СССР;
- 1991 — «Снежный барс»;
- спасатель 1 класса[5];
- знак «Почётный спасатель»;
- 21.09.2003 — медаль ордена «За заслуги перед Отечеством» II степени Указом Президента РФ № 1084 «О награждении государственными наградами Российской Федерации» «за большой вклад в развитие физической культуры и спорта»[6];
- грамоты Госкомспорта СССР и Российской Федерации, губернатора Свердловской области, мэра города Екатеринбурга.